# Hermine Rudersdorff
Hermine Rudersdorff of Erminia Rudersdorff, ook wel Madame Erminia, (Ivanowsky, Oblast Koersk, 30 november 1822 - Boston, 26 februari 1882) was een Duits sopraan, componist en zangpedagoge.
Ze is dochter van musicus Johannes Andreas Rudersdorff, die rond 1822 werkzaam was aan het plaatselijk hof en Margartha Schwaab. Zuster Mathilde Rudersdorff kreeg ook enige bekendheid als zangeres.
Ze kreeg zangles van Marianne Sessi in Hamburg, Barthe Banderali en Giovanni Marco Bordogni in Parijs. Ze was enige tijd bekend in Dublin, toen haar vader daar tussen 1834 en 1844 lid was van de Philharmonic Society (Madame Rudersdorff met Monsieur Rudersdorff). Ook trad ze wel op in Londen. Ze sloot haar studie af bij Chevalier Micheroux in Milaan. Ze overwoog nog diverse talen te bestuderen, noodzakelijk voor een goede uitspraak binnen de operawereld.
Ze sloot zich aan bij diverse operagezelschappen in Europa, vooral binnen het Duits gebied. Vanaf 1841 was ze te vinden in Karlsruhe, vanaf 1842 in Frankfurt am Main, waar ze met wiskundige Küchenmeister trouwde en weer scheidde. Er volgden perioden in Mannheim (1844-1846), Wrocław (Breslau, 1846-1848) en Dresden (1848-1850). Daarna zong ze in het Friedrich-Wilhelmstadt Theater in Berlijn (1851-1854) en ook in Gdańsk. Een van haar bekendste optredens was tijdens het Lobgesang van Felix Mendelssohn Bartholdy in Leipzig in de Thomaskirche in 1940.
Ze trok zich terug en naar Londen (Theatre Royal, Drury Lane), Engeland. Muziektijdschrift Caecilia 1866 meldde Erminia Rudersdorff uit Londen, zo werd ze ook aangekondigd tijdens een concert op 1 maart 1867 onder leiding van Woldemar Bargiel voor de Rotterdamse afdeling van de Maatschappij tot Bevordering der Toonkunst (Georg Friedrich Händel: Der Messias).
Ze huwde vermoedelijk in Engeland Maurice Manfield (ook Moritz of Morris) en werd in 1857 moeder van acteur Richard Mansfield. Maurice Mansfield overleed echter al snel. Ze trok naar New York (1862 zong ze in Irving Hall) en Boston, alwaar haar woning nog verging in een storm. Ze trad nog zelden op, maar bleef lesgeven. Emma Thursby, Anna Drasdil, Alice Fairman, Lilian Baliey, Fannie Kellogg en Teresa Carreño waren leerlingen van haar.
Rudersdorff schreef enkele liederen (Maying, The rainy day en A shadow), een cantate onder de titel Fridolin (The message to the forge).
Ze ligt, gestorven aan kanker in LaGrange Hotel, begraven Mount Auburn Cemetery te Cambridge (Massachusetts).